# Ootmarsumsestraat (Almelo)
De Ootmarsumsestraat is een winkelstraat in Almelo die begint in het centrum en doorloopt via Sluitersveld naar buiten de stad richting Albergen en Ootmarsum.
De Ootmarsumsetraat heeft diverse winkelgebieden, onder andere het Eskerplein, Aan de straat staan meerdere monumentale panden.